# Fronte Rhodesiano
Il Fronte Rhodesiano (in inglese Rhodesian Front, RF) è stato il partito politico al potere nella Rhodesia Meridionale e poi in Rhodesia, (odierno Zimbabwe) dal 1964 al 1979, e promotore della segregazione razziale. Il partito cambiò nome il 6 giugno 1981, trasformandosi nel Fronte Repubblicano (in inglese Republican Front) e il 21 luglio 1984 si sciolse in modo definitivo diventando l'Alleanza Conservatrice dello Zimbabwe.

## Storia
Il RF nacque nel marzo del 1962 per volontà dei bianchi ostili al progetto di costituzione che avrebbe concesso alla popolazione nera una maggiore rappresentanza in parlamento; il partito diventa quindi protagonista di una politica di difesa dei privilegi acquisiti dai bianchi. Nelle elezioni del 1964, il partito vinse con una larga maggioranza e Ian Douglas Smith divenne Primo ministro.
Il RF guidò il paese all'indipendenza unilaterale dal Regno Unito e si impegnò a realizzare al meglio la propria ideologia: conservare l'identità di ciascun gruppo razziale, opponendosi a qualunque forma di integrazione razziale; inoltre il governo si impegnava a fornire servizi separati per le diverse razze e a tutelare i lavoratori bianchi.
All'inizio degli anni settanta il RF dovette affrontare la guerriglia scatenata dai partiti di opposizione africani che terminò solo nel 1979 con le dimissioni di Smith e la firma di un trattato di pace che sancì la nascita della Repubblica dello Zimbabwe. Il RF vinse alle elezioni parlamentari dell'anno successivo tutti i 20 seggi riservati ai bianchi.  Nel 1987 la decisione del governo di abolire tutti i seggi riservati per i bianchi costrinse i parlamentari dell'Alleanza Conservatrice dello Zimbabwe a diventare indipendenti o ad aderire allo ZANU.

## Risultati elettorali
| Anno elezioni | seggi conquistati | Seggi totali | %    |
| ------------- | ----------------- | ------------ | ---- |
| 1964          | 50                | 66           | 75,8 |
| 1970          | 50                | 66           | 75,8 |
| 1974          | 50                | 66           | 75,8 |
| 1977          | 55                | 71           | 77,5 |
| 1979          | 26                | 100          | 26,0 |
| 1985*         | 15                | 100          | 15,0 |

- presente come Alleanza Conservatrice dello Zimbabwe